# Guyford Stever

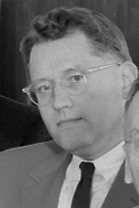
Guyford Stever (1958)

Horton Guyford Stever (* 24. Oktober 1916 in Corning, New York; † 9. April 2010 in Gaithersburg, Maryland) war ein US-amerikanischer Physiker, Universitätspräsident und Wissenschaftsmanager.

## Leben und Wirken
Stever studierte bis 1938 Physik an der Colgate University mit dem Bachelor-Abschluss. Anschließend ging er an das California Institute of Technology, wo er 1941 mit einer experimentellen Arbeit über die kosmische Teilchenstrahlung promoviert wurde. 1941 wechselte er an das Radiation Laboratory des MIT, dort war er an der Weiterentwicklung von Radargeräten beteiligt. Ab 1942 war er bis zum Ende des Zweiten Weltkrieges Verbindungsmann des Office of Scientific Research and Development in London und verantwortlich für die Koordinierung gemeinsamer militärischer Forschungsprojekte.
Nach Kriegsende ging er an das MIT zurück und war dort ab 1946 mit einer kurzen Unterbrechung (1955 bis 1956) in verschiedenen Positionen bis 1965 tätig, so von 1956 bis 1965 als Professor of Aeronautics and Astronautics. Im Zeitraum 1955 bis 1956 war er Leitender Wissenschaftler (chief scientist) der US Air Force.
1965 wurde er Präsident des Carnegie Institute of Technology in Pittsburgh und initiierte in seiner Amtszeit 1967 die Vereinigung dieser Einrichtung mit dem Mellon Institute of Industrial Research zur Carnegie Mellon University. Bis 1972 war er Präsident dieser Universität. Anschließend war er bis 1976 Direktor der National Science Foundation (NSF) und Berater verschiedener Regierungsbehörden. Von 1976 bis 1977 war er unter dem US-Präsidenten Gerald Ford Direktor des White House Office of Science and Technology Policy. Die Tätigkeit dieser Behörde war unter Präsident Nixon eingestellt worden. In seiner Funktion als Präsidentenberater förderte er unter anderem die wissenschaftliche Kooperation mit der UdSSR sowie die Forschung zu erneuerbaren Energien. Nach 1977 war er Berater mehrerer privater Unternehmen sowie für öffentliche Einrichtungen tätig. Von 1982 bis 1985 war er Präsident der Universities Research Association und von 1988 bis 1993 Mitglied der Carnegie Commission on Science, Technology, and Government.
Stever erhielt zahlreiche Auszeichnungen und Ehrungen. 1991 wurde er mit der National Medal of Science ausgezeichnet, und 1997 erhielt er den Vannevar Bush Award der NSF. Stever wurde 1947 Fellow der American Association for the Advancement of Science. Er war Mitglied der American Academy of Arts and Sciences (1953), der National Academy of Engineering (1965), der National Academy of Sciences (1973), der American Philosophical Society (2001) und der Royal Academy of Engineering.
2002 veröffentlichte er unter dem Titel In War and Peace seine Autobiographie.

## Schriften (Auswahl)
- H. Guyford Stever: Whither NSF? – The higher derivatives. In: Proceedings of the National Academy of Sciences, USA. Band 72, Nr. 8, 1975, S. 2853–2855.
- Janet H. Muroyama, H. Guyford Stever (Hrsg.): Globalization of Technology. International Perspectives. National Academy Press, Washington D.C. 1988, ISBN 978-0-309-03842-3.
- H. Guyford Stever: Science Advice to the Seats of Power in Government. In: William T. Golden (Hrsg.): Science and Technology Advice to the President, Congress, and Judiciary. 2. Auflage. Routledge, London, New York 2017, ISBN 978-1-56000-829-3, S. 330–335.
- Guy Stever: In War and Peace. My Life in Science and Technology. Joseph Henry Press, Washington D.C. 2002, ISBN 978-0-309-08411-6, S. 424.